# Morti nel 1081
| Questa pagina contiene informazioni ricavate automaticamente dalle voci biografiche con l'ausilio del template Bio e di un bot. L'aggiornamento è periodico e automatico e ricostruisce completamente la pagina. Se manca una persona in questa lista, sei pregato di non aggiungerla, ma accertati piuttosto che la sua voce biografica contenga il template Bio e che i dati anagrafici siano correttamente compilati. Se il template Bio manca, inseriscilo tu stesso o, in alternativa, metti l'avviso {{tmp\|Bio}} che ne segnala la mancanza. Se i dati riportati sono sbagliati, correggi direttamente la voce biografica; le modifiche saranno visibili in questa lista entro pochi giorni. Per chiarimenti vedi il progetto biografie. La lista contiene solo le 11 persone che sono citate nell'enciclopedia e per le quali è stato implementato correttamente il template Bio. Pagina aggiornata al 2 ago 2025. |

- 3 aprile - Boleslao II di Polonia, re polacco
- 18 ottobre - Costantino Ducas, imperatore e generale bizantino (n. 1060)
- 18 ottobre - Niceforo Melisseno, generale bizantino
- 10 dicembre - Niceforo III Botaniate, imperatore bizantino
- Abelardo d'Altavilla, nobile (n. 1044)
- Bernardo di Mentone, religioso italiano (n. 1020)
- Trahaearn ap Caradog, sovrano
- Manasse III di Rethel, nobile francese
- Pietro II di Trani, conte normanno
- Turgisio di Sanseverino, cavaliere medievale normanno
- Al-Muqtadir, sovrano